# Герб Рудного
Герб Рудного — символ селища Рудно Львівської області. Затверджений 6 вересня 2007 року рішенням сесії селищної ради. 
Автор проекту — А. Гречило

## Опис
У червоному полі золота кроква, над нею обабіч по срібному потрійному пагону сосни, внизу – золота голова лева анфас.

## Зміст
Червоне поле вказує на назву поселення та версію про її походження від "рудих" вод (джерел води з великим вмістом заліза). Соснові пагони свідчать, що селище виникло біля густого соснового лісу. Геральдична кроква у формі літери «Л» та голова лева символізують розташування Рудна біля Львова та адміністративне підпорядкування.